# Lithophane unicolor
Lithophane unicolor là một loài bướm đêm trong họ Noctuidae.